# Hans Kahle
Pour les articles homonymes, voir Kahle.
Hans Kahle (né le 22 avril 1899 à Charlottenburg, mort le 1er septembre 1947 à Ludwigslust) est un officier allemand, militant du parti communiste, officier des Brigades internationales pendant la guerre civile espagnole (sous le pseudonyme Hans Jorge). Il fut également journaliste et espion. Il est brièvement chef de la "Volkspolizei" (police du peuple) en Allemagne de l'Est dans l'immédiat après-guerre.

## Débuts
Fils d'un officier supérieur, Hans Kahle entre à l'académie militaire impériale de Lichterfelde après ses études secondaires.
Pendant la Guerre de 14-18, il est incorporé dans la Reichswehr (Armée Impériale) comme cadet en 1917, dès sa sortie de l’école de Lichterfield. Il est nommé lieutenant, fait prisonnier par les Français en juillet 18 (alors qu'il effectue une patrouille), et libéré début 1920.
Après la guerre il abandonne l'armée, étudie le commerce, est ensuite employé à Mexico (1921-1926). Kahle revient en Allemagne en 1927, et s'oriente vers le journalisme.
Il écrit pour le journal Deutsche Volkzeitung ("Journal du Peuple Allemand"), est journaliste puis rédacteur de "Tribunal", l'organe de l’ IRH (Internationale Rote Hilfe, branche allemande du Secours rouge).

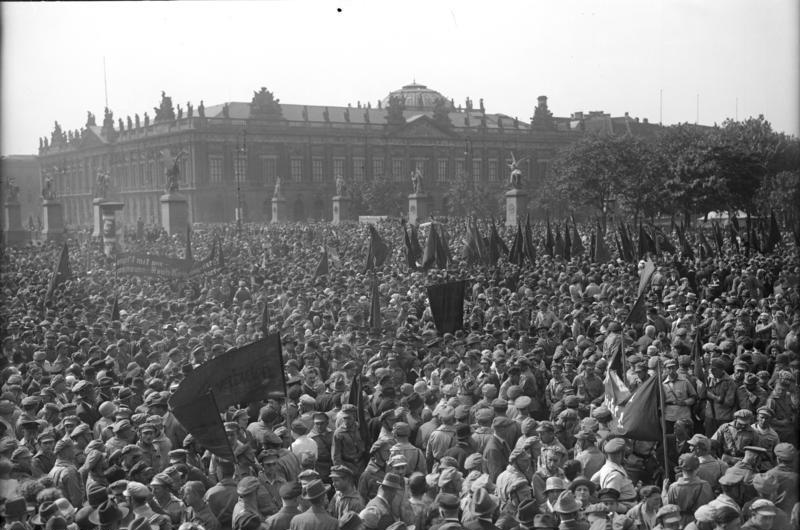
Mai 1928 : grand "meeting de Pentecôte" du RFB (Roter Front-Kämpferbund, la milice du parti communiste allemand) au Lustgarten à Berlin. Noter les drapeaux rouges et le grand nombre de militants communistes en uniforme, jugulaire de la casquette au menton (signe de préparation à l’action)

En 1928 Kahle adhère au parti communiste allemand (KPD), et à la branche paramilitaire du KPD, le Roter Frontkämpferbund.
Conscient de l’importance croissante de la radio, il est en 1932-33 président de la Freien Radiobund Deutschland ("Association des Radios Libres Allemandes") et rédacteur en chef et éditeur du magazine hebdomadaire Arbeitersender ("L’émetteur des Travailleurs").

## 1933: exil
En 1933, quand les nazis prennent le pouvoir en Allemagne, Kahle s’exile en Suisse puis en France.
En 1934, il participe activement à la campagne de soutien du "Secours Rouge" aux mineurs des Asturies pendant leur soulèvement.
En 1936 Kahle travaille au bureau parisien du comité qui organise les Brigades Internationales (voir Brigades internationales, § I, 3). Puis il se rend en Espagne.

## Guerre civile espagnole

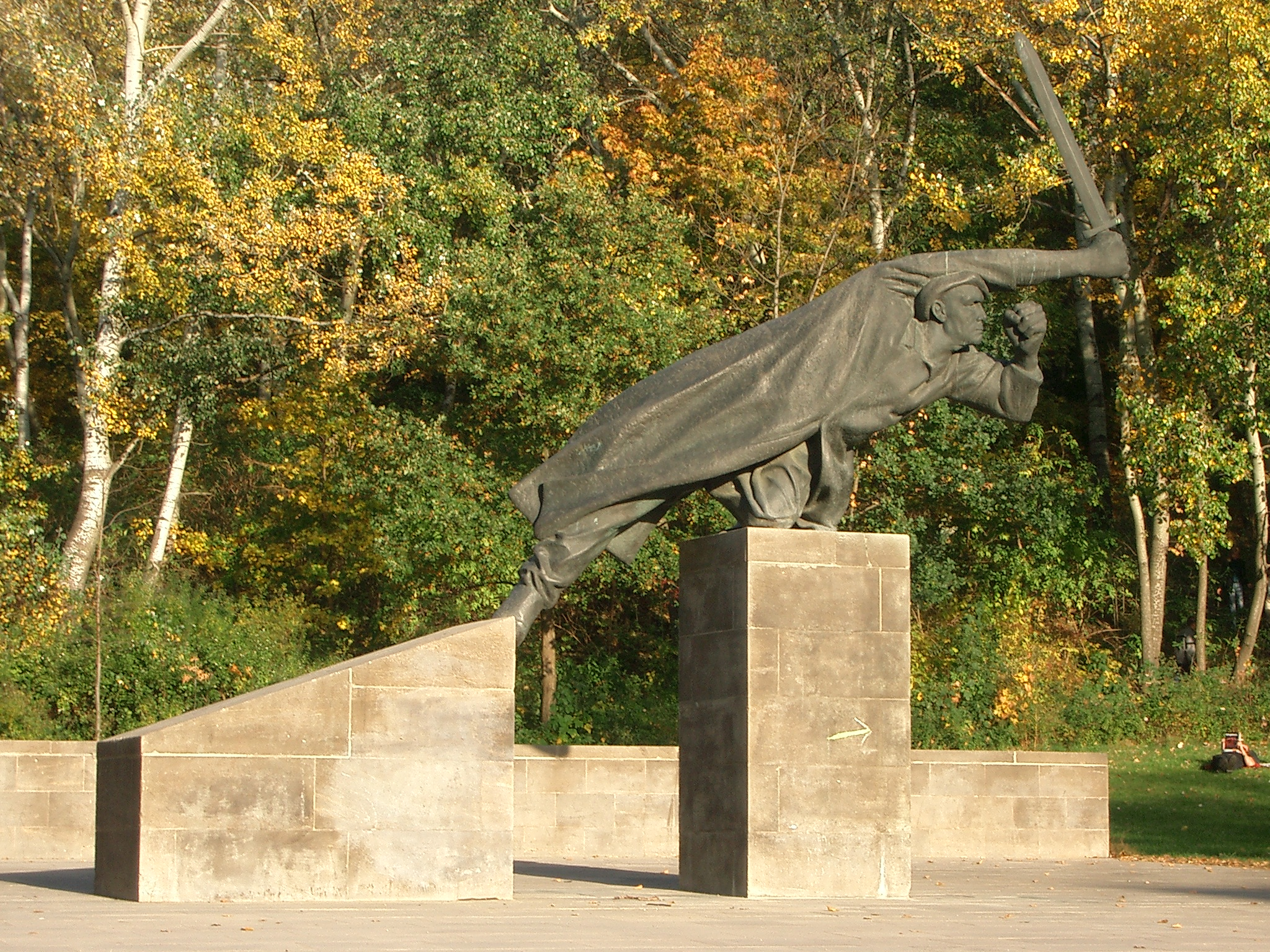
Le "Mémorial aux 3000 Brigadistes", par Fritz Cremer, en bronze, de 6 m de haut, érigé dans le parc de Friedrichshain (Berlin-Est en 1968). Noter les symboles : beret et long manteau (image de l’exilé communiste allemand post-1933), position semi-couchée, visage austère, poing serré et épée brandie (pour l’esprit de lutte indomptable)

Citation : "Pour les réfugiés politiques allemands et autrichiens qui luttaient en Espagne avec la République, se porter volontaire n’était pas seulement une réponse à un appel à l’aide : ils transformaient leur façon de s’opposer au nazisme. Les volontaires des bataillons Ernst Thälmann, Edgar André, Hans Beimler, et 12 février étaient les premiers citoyens du IIIe Reich qui s’opposaient à Hitler sur les champs de bataille.".
Sous le pseudonyme de "Hans Jorge" Kahle est chef du bataillon Edgar André (composé surtout de volontaires germanophones) de l’automne 1936 à mars 1937; il est ensuite nommé commandant de la XIe Brigade internationale.
Kahle et ses hommes défendent tout d’abord vigoureusement Madrid de l'invasion des fascistes lors de la bataille de la Casa de Campo (9 et 10 novembre 1936), puis lors de la bataille de la Cité Universitaire : du 15 au 18 novembre, 50 % des brigadistes tombent mais l’avance nationaliste est stoppée. Le bataillon Edgar André (ainsi que la XIe BI) est retiré vers l’arrière le 20 novembre ; reformés et reposés, les brigadistes reviennent au front le 27 novembre. La ligne de front se stabilise ensuite.
À la mi-décembre 1936 Kahle mène le bataillon Etkar André au secours des forces de Kleber (Manfred Stern) lors de la seconde bataille de la route de La Corogne : les nationalistes attaquent avec le même objectif que fin novembre 1936, mais ils sont gênés par un brouillard intense (qui les empêche d’utiliser chars, avions et artillerie) et freinés par la résistance acharnée de la Columna Barceló. Après la prise de Boadilla del Monte par les franquistes, les hommes des XIe et XIIe BI arrêtent l'ennemi au prix de pertes très importantes.

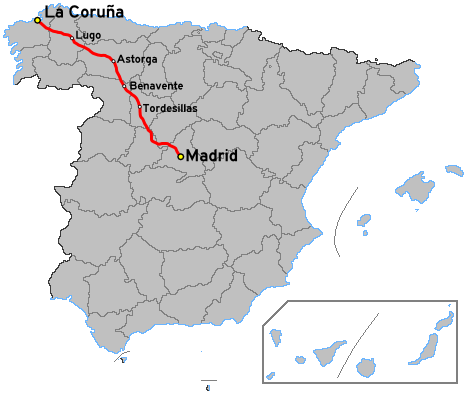
Bataille pour Madrid : couper la "carretera de La Coruña" (route de La Corogne) était un objectif que les nationalistes n’ont pu atteindre malgré 3 assauts successifs (du 29 novembre 1936 au 15 janvier 1937). Ils ont ensuite attaqué de l'autre côté de la ville, sur le rio Jarama, au sud-est de Madrid, afin d’essayer de couper les routes de Barcelona et de Valencia (Valencia était alors la capitale administrative de la IIe République espagnole, le gouvernement ayant quitté Madrid)

Lors de la 3e offensive nationaliste (3e bataille de la route de La Corogne), du 3 au 15 janvier 1937, dans le brouillard et un froid terrible, 13 bataillons de regulares nord-africains et de légionnaires (sur les 16 bataillons que compte la División Reforzada de Madrid nationaliste) sont lancés contre les républicains. Le bataillon Etkar André (comme d’ailleurs les bataillons "Thälmann", "Commune de Paris" et "Garibaldi") est décimé après sa résistance acharnée à Las Rosas, mais au nord-ouest de Madrid le font est stabilisé.
Par la suite, Kahle et ses hommes participent
encore à la défense contre l’encerclement de Madrid lors de la sanglante (15 000 pertes) bataille du Jarama (6-27 février 1937) : les nationalistes attaquent à l’Est, pour couper Madrid de Valencia et Barcelona. Le 17 février, le généralissime républicain José Miaja ordonne aux Brigades internationales N° XI, XII, XIV et XV de contre-attaquer dans le secteur compris entre Arganda del Rey et Morata de Tajuña. La progression des nationalistes est arrêtée (mais au prix d’énormes pertes chez les Républicains), le front est stabilisé, les combattants s’enterrent dans un système de tranchées et de casemates.
Huit jours après Jarama, les alliés italiens de Franco attaquent, au nord-est de Madrid cette fois. Lors de la bataille de Guadalajara (8 au 23 mars 1937), c’est le bataillon Edgar André (associé aux bataillons Thälmann et Commune de Paris) qui, dès le 9 mars provoque le premier arrêt dans la rapide avance de la colonne blindée italienne. Par la suite, lors de la contre-attaque républicaine (15 mars et jours suivants) les hommes de la XIe BI aident ceux de Enrique Líster à repousser les Italiens.
En 1937 Kahle laisse le commandement de la XIe BI à Richard Staimer : il est nommé lieutenant-colonel de la "17a. División del Ejército Popular de la República".
Kahle est ensuite placé à la tête de la "45.ª División del Ejército Popular de la República".
À la fin du conflit, lorsque la République joue son va-tout lors de la dramatique bataille de l'Èbre (fin juillet-mi-novembre 38), Kahle est à la tête de la 45.ª División qui comprend les Brigades internationales XII, XIV et 129, et est placée dans le Ve Corps d’Armée de Enrique Líster.
Kahle abandonne le commandement de la 45a. División fin septembre 38, après que le XVe BI ait livré un dernier combat (où les anglophones perdent encore de nombreux hommes). Le président de la République Juan Negrín a annoncé le 28 septembre 1938 à la tribune de la Ligue des Nations à Genève que les Brigades internationales allaient quitter l’Espagne et être rapatriées – et on apprend la signature des Accords de Munich le 30 septembre 1938 : les démocraties se sont inclinées, le fascisme est gagnant, c’est la fin de la lutte pour l’Espagne républicaine.

## Grande-Bretagne, Allemagne de l'Est, et mort
Kahle retourne en France fin 38, puis s'établit en Grande-Bretagne; il milite au PCGB (Parti Communiste de Grande-Bretagne). Quand la guerre est déclarée par la Grande-Bretagne et la France à l’Allemagne (3 septembre 1939), Kahle, vu sa nationalité allemande, est interné.
Il est libéré lorsque l'Allemagne envahit l'URSS (22 juin 1941), et reprend son travail de journaliste : il écrit pour le Daily Worker (l'organe du PCGB), "Anhalt", "Young Chekoslovakia", "Freie Tribune", mais aussi pour Fortune (magazine) et Time (magazine). Il est l’un des fondateurs de la branche britannique du Freien Deutschen Bewegung ("Mouvement pour une Allemagne Libre"), et en devient directeur en 1944.

Occupation de l'Allemagne après la Seconde Guerre mondiale

Sous le nom de code "George", Kahle espionne aussi l'Occident au profit des communistes allemands aidés par l'URSS, le Nationalkomitee Freies Deutschland de Wilhelm Pieck et Walter Ulbricht; il transmet ses informations à l'espionne Ruth Werner (pseudonyme "Sonia").
En février 46 Kahle est en Allemagne, dans la zone d’occupation russe. Il est membre du bureau du SED (Sozialistische Einheitspartei Deutschlands = "Parti socialiste unifié d’Allemagne", fondé en 46 sur instructions de l'URSS) du Mecklenbourg. Il occupe le poste de chef de la DVP (Deutschen Volkspolizei : "Police du Peuple Allemand") du Mecklenbourg de mars 1946 à août 1947.
Hans Kahle meurt en 1947, à 48 ans, à Ludwiglust.

## Hans Kahle et Ernest Hemingway
Selon les articles de WP ru "Хемингуэй, Эрнест" et "Кале, Ганс Георг", Ernest Hemingway et Hans Kahle se connaissaient et s’appréciaient; une photo de mars 1937 (visible sur chacun de ces 2 articles) les montre marchant de front sur un chemin de terre, dans la campagne aride de Brihuega, en compagnie de Ludwig Renn et de Joris Ivens. (Ivens préparait son film Terre d'Espagne, dont Hemingway écrirait le commentaire.)
Dans Pour qui sonne le glas, Hans Kahle est mentionné au moins 2 fois :
- au début du chapitre 11, Robert Jordan (le héros du roman, un jeune Américain qui lutte au côté des Républicains) pense aux traumatismes psychologiques causés par la guerre civile espagnole : « Il (Jordan) se rappela un jeune Belge de la XIe Brigade…… . Il l’avait vu pour la 1re fois alors qu’il était invité au QG de Hans……on l’utilisait comme serveur au mess de l’état major. Il avait une grosse tête blonde et rougeaude de Flamand et des grandes mains pataudes de paysan et il se déplaçait, avec les assiettes, aussi maladroitement et puissamment qu’un cheval de trait. Mais il pleurait tout le temps. Pendant tout le repas il pleurait, sans faire aucun bruit. Si on levait les yeux, il était là, en train de pleurer. Si on demandait du vin, il pleurait, et si on lui passait une assiette pour avoir du ragoût, il pleurait ; en détournant la tête. »[26]
- au début du 2e tiers du chapitre 18, Robert Jordan évalue la valeur militaire des chefs républicains qu’il a rencontrés :

"Kleber (Manfred Stern), Lukacz (Máté Zalka) et Hans avaient fait du bon boulot, chacun de leur côté, pendant la défense de Madrid, avec les Brigades internationales…" . "Il aurait bien aimé voir la bataille sur le plateau derrière Guadalajara quand ils ont battu les Italiens. Mais il se trouvait alors en Estramadure. Hans lui avait tout raconté, un soir au Gaylord, 2 semaines auparavant, et lui avait fait tout voir. À un moment tout était perdu, quand les Italiens avaient enfoncé le front près de Trijueque et la XIIe BI aurait été encerclée si l’ennemi avait pris la route Torija-Brihuega. "Mais sachant qu'il s'agissait d'Italiens, avait dit Hans, nous avons tenté une manœuvre qui aurait été injustifiable face à des troupes d’une autre nationalité. Et ça a marché". Hans lui avait montré toute la bataille sur ses cartes. Hans portait ces cartes partout dans sa sacoche et semblait encore émerveillé et heureux de ce miracle. Hans était un bon soldat et un brave garçon. Les troupes espagnoles de Líster, de Juan Modesto et de El Campesino avaient bien combattu, lui avait dit Hans, et ceci grâce à leurs chefs et à la discipline qu’ils avaient mise en place."

## Écrits de H. Kahle
- "Know your enemy !" ("Connais ton ennemi !") I.N.G. Publications, London 1943 (24 p.)
- "Under Stalin's command. A review of Soviet strategy and tactics", Russia Today Society, London 1943 (43 p.) ("Sous les ordres de Staline. Une revue des stratégies et tactiques soviétiques")
- "They plotted against Hitler. The story behind the attempt on Hitler’s life", I.N.G. Publications, London 1944 (23 p.) ("Ils ont comploté contre Hitler. L'histoire cachée des attentats contre Hitler")
- "One triumphant Year. A unique survey of Red Army successes. 26° anniversary of the Red Army", Russia Today Society, London 1944 (15 p.) ("Une année triomphale. Pour le 26e anniversaire de la création de l'Armée rouge")
- "Stalin, the soldier", Metcalfe & Cooper, London 1945 (24 p.)("Staline, le soldat")

## Honneurs

Timbre de 5 pf. édité en 1966 en RDA : buste de Hans Kahle en uniforme d'officier de l' "Ejército Popular de la República", devant le drapeau rouge et celui des Brigades internationales. Sur la médaille aux "Voluntarios Internacionales de la Libertad", en surimpression, la marche militaire du bataillon Thälmann, le fameux "Spaniens Himmel", chanté par Paul Robeson lors de sa visite en Espagne

Une école de Karstädt (Prignitz) a reçu le nom de Hans Kahle. Une stèle lui avait été élevée dans la même ville, elle a été supprimée en 2004.
Un timbre postal à l'effigie de Hans Kahle a été édité en RDA en 1966.

## Sources
- l'article de Günther Wehner sur Hans Kahle dans "DRAFD e.V."

("Verband Deutscher in der Résistance, in den Streitkräften der Antihitlerkoalition und der Bewegung "Freies Deutschland" e.V." : "Association d’Allemands dans la Résistance, dans les forces armées de la coalition anti-Hitler et dans le mouvement «Allemagne libre». http://www.drafd.de/?Hans_Kahle
- (ca) Cet article est partiellement ou en totalité issu de l’article de Wikipédia en catalan intitulé « Hans Kahle » (voir la liste des auteurs).

- (de) Cet article est partiellement ou en totalité issu de l’article de Wikipédia en allemand intitulé « Hans Kahle » (voir la liste des auteurs).

- (en) Cet article est partiellement ou en totalité issu de l’article de Wikipédia en anglais intitulé « Hans Kahle » (voir la liste des auteurs).

- (es) Cet article est partiellement ou en totalité issu de l’article de Wikipédia en espagnol intitulé « Hans Kahle » (voir la liste des auteurs).

- (ru) Cet article est partiellement ou en totalité issu de l’article de Wikipédia en russe intitulé « Кале, Ганс Георг » (voir la liste des auteurs).

- (de) Cet article est partiellement ou en totalité issu de l’article de Wikipédia en allemand intitulé « Edgar-André-Bataillon » (voir la liste des auteurs).